# Pohled (nádraží)
Pohled je železniční stanice ve stejnojmenné obci v okrese Havlíčkův Brod na dvoukolejné elektrizované trati Brno – Havlíčkův Brod. Nádraží ve své současné poloze bylo spolu s tratí otevřeno 5. prosince 1953.

## Provozní informace
Tato stanice má čtyři nástupištní hrany u dvou ostrovních nástupišť přístupných podchodem. Na nádraží je čekárna, ale není zde možnost zakoupení si jízdenky a žádné odjezdové tabule. Provozuje ji Správa železnic.

## Doprava
Zastavují zde pouze osobní vlaky jezdící na trase Kolín – Havlíčkův Brod – Žďár nad Sázavou.